# The Mamas & the Papas
The Mamas and the Papas – amerykańska grupa rockowa powstała w 1964 roku i rozwiązana w 1972 roku. 
Grupa zdefiniowała sunshine pop – słoneczny pop, typowy dla grup pochodzących z Kalifornii, charakteryzujący się łagodnością i specyficznym ciepłem. Grupa była mieszanym (dwie pary) kwartetem wokalnym. Tarcia w grupie zakończyły się rozwodem pary wokalistów i rozpadem zespołu. 
Do największych przebojów grupy należą Dream a Little Dream of Me, Creeque Alley, The Last Thing on My Mind, California Dreamin’, Monday, Monday, Go Where You Wanna Go, Got a Feeling, I Saw Her Again, Words of Love, Dedicated to the One I Love, Look Through My Window i Twelve-Thirty.
W 1998 roku grupa The Mamas and Papas została wprowadzona do Rock and Roll Hall of Fame.

## Skład
- Denny Doherty – śpiew[4]
- John „Papa John” Phillips – gitara, śpiew
- Michelle Phillips – śpiew
- Cass „Mama Cass” Elliot – śpiew

## Dyskografia
- 1966 If You Can Believe Your Eyes and Ears
- 1966 The Mamas & the Papas
- 1967 Deliver
- 1968 The Papas & the Mamas
- 1971 Monterey International Pop Festival [live]
- 1971 People Like Us
- 1988 Elliott, Phillips, Gilliam, Doherty
- 1998 California Dreamin’ – Live in Concert
- 2003 Mamas and the Papas Deliver
- 2003 Live at the Savoy 1982, Sold Out